# سپرونه
سپرونه (به ایتالیایی: Sperone) یک کومونه در ایتالیا است که در استان آولینو واقع شده‌است. سپرونه حدودا ۳ کیلومتر مربع مساحت جغرافیایی و ۳٬۶۵۴ نفر جمعیت دارد.